# Kastanjebukig kotinga
Kastanjebukig kotinga (Doliornis remseni) är en hotad fågel i familjen kotingor inom ordningen tättingar.

## Utseende
Kastanjebukig kotinga är en 21,5 cm lång mestadels mörk kotinga med iögonfallande fylligt rost- eller kastanjebrun undersida. Hanen är mörkt gråsvart på ovansidan med en halvdold orangeröd huvudtofs och svart på resten av hjässan som kontrasterar med ansiktet. Honan är mycket lik, men hjässan är gråare och har svart tygel som ger en glasögoneffekt. Systerarten perukotinga är lik men är ljusare ovan och det roströda undertill begränsat till undre stjärttäckarna.

## Utbredning och systematik
Fågeln förekommer i östra Anderna i Ecuador och nordligaste Peru. Den behandlas som monotypisk, det vill säga att den inte delas in i några underarter.

## Status och hot
Kastanjebukig kotinga har en liten världspopulation bestående av uppskattningsvis endast 2 500–10 000 vuxna individer. Den tros också minska i antal till följd av habitatförlust. IUCN kategoriserar den som nära hotad (NT).

## Namn
Fågelns vetenskapliga artnamn hedrar den amerikanske ornitologen James Van Remsen.